# Mando Diao
Mando Diao és un grup de garage rock de Borlänge, Suècia. Segons la banda, el nom Mando Diao no té cap significat, va ser somiat pel membre de la banda Björn Dixgård.

## Història
Les arrels de Mando Diao són de 1995 quan Björn Dixgård era membre d'una banda anomenada Butler. Els membres d'aquesta banda se n'anaren i vingueren de nous durant quatre anys abans de prendre's el projecte seriosament. Björn Dixgård i Gustaf Norén es van tancar en una casa d'estiu durant sis mesos escrivint cançons. Llavors, la banda va prendre el nou nom i van fer les seues primeres actuacions en clubs de la seua ciutat natal Borlänge en 1999. Un escriptor local els va descriure en un article seu com a la millor banda sense contracte que mai havia vist. Açò va ser seguit per un contracte discogràfic amb EMI Suècia. En 2002 va traure a la venda el seu primer disc Bring 'Em In a Suècia. En 2003 l'àlbum es va traure a la venda internacionalment amb el seu single de debut "Sheepdog." Ja a 2004, la banda és aclamada entusiasmadament per la prensa musical i és una de les bandes més optimistes de l'any. El seu segon àlbum va ser Hurricane Bar i va ser tret a la venda en 2005. Un any després, 2006, van traure a la venda el seu tercer treball Ode to Ochrasy.

## Discografia

### Álbums
- Bring 'Em In (2002)
- Hurricane Bar (2005)
- Ode to Ochrasy (2006)
- Never Seen the Light of Day (2007)
- Give Me Fire (2009)

## Enllaços extrens
- Mando Diao - Lloc web oficial